# Биотоп
Биото́п (от др.-греч. βίος «жизнь» + τόπος «место») — относительно однородный по абиотическим факторам среды участок геопространства (суши или водоёма), занятый определённым биоценозом. Характерный для данного биотопа комплекс условий определяет видовой состав обитающих здесь организмов. Таким образом, в наиболее общем смысле биотоп является небиотической частью биогеоценоза (экосистемы).
В более узком смысле, по отношению к зооценозу, в термин включают и характерный для него тип растительности (фитоценоз), то есть рассматривается как среда существования зооценоза.
Биотопы объединяют в биохоры, которые в свою очередь объединяются в биоциклы (жизненные области) — основные части биосферы: суша, море и внутренние водоёмы.
Совокупность геологических условий образует литотоп, почвенных — эдафотоп, климатических — климатоп и т. д. Согласно моноклимаксной концепции, в пределах каждого биотопа с нарушенным в результате антропогенной деятельности или стихийных природных процессов биоценозом со временем формируется стабильное во времени климаксовое сообщество (биоценоз). Этот процесс (сукцессия) проходит через несколько стадий (например, стадий вторичного луга, кустарника, леса).

## История термина
Концепцию биотопа в 1866 году выдвинул немецкий зоолог Эрнст Геккель в своей книге «Общая морфология организмов» (в которой он определил термин «экология»). В ней он подчёркивал важность понятия среды обитания в качестве предпосылки для существования организмов, объясняя, что в конкретной экосистеме её биота формируется факторами окружающей среды и взаимодействием между живыми организмами. Оригинальная идея биотопа была тесно связана с эволюционной теорией. А в 1908 году профессор Берлинского зоологического музея Ф. Даль (F. Dahl), ввёл сам термин biotop для обозначения концепции.